# Флип (фильм)
«Флип» (англ. Flip) — дебютный документальный фильм режиссёра Гелесхана Батырханова. Краткая история российского скейтбординга: от первого Кубка Союза, который прошёл в Саратове в 1991 году, до сегодняшнего дня, когда скейтбординг включен в программу Летней Олимпиады 2020 в Токио. Известные российские скейтбордисты: Толя Титаев, Катя Шенгелия, Егор Кальдиков, Костя Кабанов, — рассказывают, что происходит с катанием сегодня и почему российским спортсменам не скоро догнать западных спортсменов. Отечественному зрителю картина представилась в Москве 14 августа 2020 года на фестивале Beat Film Festival, фильм был отмечен специальным призом жюри и выпущен на крупнейшем русскоязычном интернет-сервисе КиноПоиск 20 августа 2020 года. Международная премьера состоялась 1 октября 2020 года на кинофестивале DocsMX в Мексике, где фильм был единственным представителем России.

## Сюжет
Чем темнее небо, тем ярче горят звёзды. Поэтому в России существует огромное количество гениальнейших, творческих людей.Цитата из фильма
Повествование картины начинается с художественных кадров заброшенного Советского Дома Офицеров, представляя аналогию между накопившимися социальными проблемами государства и новым видом спорта. Закадровый голос описывает сюжет по принципу «большего к меньшему» и постепенно подводит к хронологии развития российского скейтбординга. История разворачивается вокруг репортера Сергея Супонева, который прибыл осветить событие Всесоюзного масштаба — Первый Кубок Союзов 1991 года по скейтбордингу. Репортаж вместил в себя часть с юным участником соревнований, вскоре появившимся в фильме как рассказчик событий 30-летней давности.
Сложный вопрос инфраструктуры в стране на фоне перспективных кадров в лице юных спортсменов, мечтающих о своей первой в жизни Олимпиаде, и финальные рассуждения на тему мотивации в условиях постоянной борьбы.

## Съёмки
В ключевом эпизоде фильма задействован репортаж журналиста Сергея Супонева из передачи «Марафон-15», который прибыл осветить Кубок Советского Союза 1991 года в Саратове по скейтбордингу. Репортаж о Кубке вышел в британском скейт-журнале RAD, «Комсомольской правде» и «Советском спорте». Скейт-парк, в котором проводились соревнования, был построен по случаю Кубка Союза, и с момента его проведения власти не оказывали никакой финансовой помощи для поддержания и реконструкции площадки. Спортсмены нескольких поколений за свои средства поддерживали состояние скейт-парка на протяжении 30 лет. Параллельно этим событиям велись съемки фильма, которые в конечном итоге повлияли на положение дел и правительство впервые начало немедленную реконструкцию старого скейт-парка, объект был сдан в эксплуатацию 15 декабря 2018 года.

## Реакция
Фильм был весьма тепло принят как зрителями, так и критиками. На сайте ТАСС его назвали одним из интереснейших документальных фильмов 2020 года. На сервисе КиноПоиск картина была отмечена зрителями в 7.5 баллов из 10.